# Berkshire (New York)
Berkshire è un comune degli Stati Uniti d'America, situato nello Stato di New York, nella contea di Tioga.